# Ганди, Санджай
Санджай Ганди (хинди संजय गांधी, англ. Sanjay Gandhi; 14 декабря 1946, Нью-Дели — 23 июня 1980, там же) — индийский политический деятель, младший сын Индиры Ганди. В конце 1970-х годов рассматривался как её преемник на посту премьер-министра.

## Биография

### Молодые годы
Санджай Ганди родился 14 декабря 1946 года в Нью-Дели в семье Фероза и Индиры Ганди. Его дедом был Джавахарлал Неру, первый премьер-министр независимой Индии. Санджай учился в нескольких частных школах, в том числе в средней школе в Дехрадуне, но так и не получил высшего образования. Некоторое время Санджай жил в Великобритании и работал в фирме «Роллс-Ройс». Вернувшись в Индию он выступил с проектом создания «народного автомобиля». Возглавляемая Санджаем компания «Maruti» получила всестороннюю государственную поддержку. Это вызвало обвинения со стороны индийской оппозиции в адрес премьер-министра Индиры Ганди. При жизни Санджая производство «народных автомобилей» так и не было начато.

### Роль во время чрезвычайного положения
Политический кризис в Индии середины 1970-х годов завершился объявлением Индирой Ганди в 1975 году чрезвычайного положения в стране. Была ограничена свобода СМИ, арестованы многие лидеры оппозиции. В это же время Санджай Ганди стал одной из ключевых фигур в индийской политике. Формально он не занимал ни одного официального поста, но фактически играл решающую роль в определении политики Индийского национального конгресса. По настоянию Санджая были смещены многие члены кабинета Индиры Ганди, не поддерживавшие курса премьер министра. Проправительственная пресса стала уделять пристальное внимание деятельности Санджая, он рассматривался как будущий глава правительства. Он выдвинул собственную «программу 5 пунктов», нацеленную на борьбу с неграмотностью и неприкасаемостью.
Жёсткие меры Санджая по уничтожению трущоб в Дели оттолкнули от него низшие слои населения. Печальную известность получила и проводимая ИНК под его руководством политика ограничения рождаемости, которая в некоторых случаях выливалась в массовую насильственную стерилизацию мужского населения. В самом ИНК возникла оппозиция Индире и Санджаю Ганди. После отмены чрезвычайного положения в 1977 году ИНК проиграл выборы, а Санджай Ганди не был избран в парламент.

### Личная жизнь
В 1974 году Санджай Ганди женился на 18-летней Манеке Ананд. Незадолго до гибели Санджая у него родился сын Варун. С 2014 года Манека является министром по делам материнства и детства в кабинете Нарендры Моди, а Варун с 2013 года — генеральный секретарь оппозиционной ИНК партии БДП.

### Последние годы и гибель
С 1977 по 1980 год Санджай Ганди был одним из лидеров оппозиции правительству Джаната парти. К 1980 году ИНК восстановил свои позиции по всей стране: Индира Ганди победила в двух округах, а Санджай — в Аметхи. После возвращения ИНК к власти он вновь стал одним из лидеров правительства, заняв в 1980 году пост генерального секретаря Конгресса. Однако 23 июня Санджай разбился на спортивном самолёте при невыясненных обстоятельствах.

## Память
В городе Мумбаи штата Махараштра находится Национальный парк имени Санджая Ганди.